# Chegutu
Chegutu (numit până în 1982 Hartley) este un oraș din Zimbabwe.